# Vall hembygdsförening
Vall hembygdsförening i Valls församling på Gotland bildades 1991.
Prästen Henning Herrman tog initiativet till att bilda hembygdsföreningen när skolan skulle läggas ner med syfte att driva skolan som hembygdsgård.
Föreningen arbetar mest med att driva hembygdsgården. Föreningen handikappanpassade ingången och byggde en handikappanpassad toalett på nedre plan under 1995. Under samma år byggdes den en rejäl lekplats på tomten helt ideellt både av material och arbete. Föreningen arbetar dessutom med ett sojde, att renovera det och samla stubbar.
Föreningen har olika temadagar, studiecirklar, utflykter m.m. Valldagen som föreningen tillsammans med Wall IF arrangerar innefattar en hel dag med aktiviteter såsom marknad m.m. Föreningen har fått gamla saker från förra affären, såsom kort, skolkort m.m. och undervisningshjälpmedel från 50-talet som blev kvar när skolan stängdes. Föreningen kämpar för att utveckla användningen av hembygdsgården